# Sergio Gómez
Sergio Gómez Martín (Badalona, 4 de setembro de 2000) é um futebolista espanhol que atua como lateral-esquerdo ou meio-campista. Atualmente joga na Real Sociedad.

## Carreira

### Barcelona
Nascido em Badalona, Barcelona, Gómez juntou-se ao juvenil do Barcelona em 2010, depois de jogar em várias equipes como o Trajano, Club de Fútbol Badalona e o Espanyol. No dia 6 de janeiro de 2018, estreou pelo Barcelona B como substituto do Abel Ruiz no empate por 1–1 contra o Zaragoza pela Segunda Divisão Espanhola.

### Borussia Dortmund
No dia 30 de janeiro de 2018, Gómez assinou um contrato com o Borussia Dortmund, com duração de quatro anos e meio até 2022. O clube alemão pagou a cláusula de três milhões de euros.

## Seleção Nacional
Pela Seleção Espanhola Sub-17, foi eleito o segundo melhor jogador da Copa do Mundo Sub-17 de 2017.

## Títulos
Manchester City
- Liga dos Campeões da UEFA: 2022–23[10]
- Premier League: 2022–23, 2023–24[11]
- Copa da Inglaterra: 2022–23
- Supercopa da UEFA: 2023
- Copa do Mundo de Clubes da FIFA: 2023[12]

Espanha

#### Sub-17
- Campeonato Europeu Sub-17: 2017

#### Sub-23
- Jogos Olímpicos: 2024

### Prêmios individuais
- Bola de Prata da Copa do Mundo FIFA Sub-17 de 2017[13]
- Artilheiro do Campeonato Europeu Sub-21 de 2023 (3 gols)